# Josef Sterff
Josef Sterff (ur. 2 stycznia 1935 w Seeshaupt, zm. 7 września 2015) – niemiecki bobsleista, trzykrotny medalista mistrzostw świata.

## Kariera
Największy sukces w karierze Sterff osiągnął w 1962 roku, kiedy wspólnie z Franzem Schelle, Otto Göblem i Ludwigiem Siebertem zwyciężył w czwórkach podczas mistrzostw świata w Garmisch-Partenkirchen. W tej samej konkurencji zdobył także srebro na mistrzostwach świata w Garmisch-Partenkirchen w 1958 roku oraz brąz podczas mistrzostw świata w St. Moritz w 1959 roku. W 1964 roku wystartował na igrzyskach olimpijskich w Innsbrucku, gdzie rywalizację w czwórkach ukończył na piątej pozycji.